# ブルース・ベレスフォード
ブルース・ベレスフォード（Bruce Beresford,1940年8月16日 - ）は、オーストラリア・シドニー出身の映画監督・脚本家・映画プロデューサー。

## 来歴
シドニー大学で学んだ。これまで4度カンヌ国際映画祭のパルム・ドールとベルリン国際映画祭の金熊賞にそれぞれノミネートされている。オペラの演出も手がける。
監督作のひとつ『ドライビング Miss デイジー』はアカデミー作品賞を受賞したが、ベレスフォードは監督賞にノミネートされなかった。

## 主な監督作品
- 英雄モラント/傷だらけの戦士 Breaker Morant (1980)
- テンダー・マーシー Tender Mercies (1983)
- デビット・キング King David (1985)
- ロンリー・ハート Crimes of the Heart (1986)
- アリア Aria (1987)
- ドライビング Miss デイジー Driving Miss Daisy (1989)
- ジョンソンの生き方 Mister Johnson (1990)
- ブラック・ローブ Black Robe (1991)
- リッチ・イン・ラブ Rich in Love (1993)
- グッドマン・イン・アフリカ A Good Man in Africa (1994)
- ラストダンス Last Dance (1996)
- ダブル・ジョパディー Double Jeopardy (1999)
- エヴリン Evelyn (2002)
- ザ・スナイパー The Contact (2006)
- 小さな村の小さなダンサー Mao's Last Dancer (2009)